# Mouchiouse
L’île Mouchiouse est une île privée située dans le golfe du Morbihan, en Bretagne. Discrète et préservée, elle fait partie de ces rares îles appartenant à des propriétaires privés. Parmi ceux-ci figure notamment Le Prado, propriétaire de ce petit coin de paradis breton.

## Toponymie
Mouchiouse semble être dérivée du mot breton mouch ("bandeau").